# اولکسا نواکیووسکی
اولکسا نواکیووسکی (انگلیسی: Oleksa Novakivskyi; ۱۴ مارس ۱۸۷۲ – ۲۹ اوت ۱۹۳۵) نقاش اهل اوکراین بود.